# 深偽色情
深伪色情，或假色情，是一种運用人工智能技術合成的色情作品。它通过使用深伪技术，将已存在的色情作品当中的身体部分作为其他人的身体备份（主要是更换面部）以此去制作虚假的色情作品。
深伪色情内容一直备受争议，因为它的内容通常都是将女性名人的面孔與色情表演者進行合成，但是这行為通常是在未经當事人同意的情况下制作的。

## 历史
2017年，互联网上出现了大量深伪色情内容，特别是在Reddit上。第一个吸引眼球的是黛茜·雷德利的深伪色情内容，它曾出现在几篇文章中。 亦有其他不同名人的著名的深伪色情作品。 荷兰网络安全初创公司Deeptrace于2019年10月发布的一份报告估计，网上所有深伪内容中有96%是色情的。 
2017年12月，萨曼莎·科尔(Samantha Cole)在Vice发表了一篇关于深伪的文章，首次引起了主流对在线社区分享深伪的关注。 六周后，科尔在一篇后续文章中写道，人工智能辅助的虚假色情作品大幅增加。自2017年以来，Vice的萨曼莎·科尔发表了一系列文章，报道了围绕深伪色情内容的新闻。 
自那以后，多家社交媒体禁止或努力限制深伪色情内容。最值得注意的是，Reddit上的r/Deepfakes subreddit于2018年2月7日被禁止，原因是违反了政策，即“非自愿色情”。 同月，Twitter的代表表示，他们将暂停涉嫌发布非双方同意的深伪内容的账户。
斯嘉丽·约翰逊经常成为深伪色情的主题，她在2018年12月向华盛顿邮报公开谈论了这个话题。在一份事先准备好的声明中，她表示，尽管存在担忧，但她不会试图移除任何深伪内容，因为她相信它们不会影响她的公众形象，而且在各国不同的法律和互联网文化的性质的影響下，使得移除深伪内容的尝试都以失败告終。
虽然像她这样的名人能受到名气的保护，但她认为，深伪色情对知名度较低的女性构成了严重威胁，她们的声誉可能会因为不由自主地出现在深伪色情或报复性色情作品中而受损。

### 深度裸体（DeepNude）
2019年6月，一款名为DeepNude的可下载Windows和Linux应用程序发布，该应用程序使用神经网络，特别是生成性对抗网络，从女性图像中脱下衣服。这款应用程序有付费和非付费两种版本，付费版本的价格为50美元。 6月27日，创建者删除了这款应用程序，并向消费者退款，尽管该应用程序的各种免费和收费副本仍然存在。在GitHub上，这个程序的开放源码版本被删除了，名为“开放深度裸体”。 开源版本的优点是可以在更大的裸体图像数据集上进行训练，以提高生成的裸体图像的精度水平。

### 深伪儿童性虐材料
深伪技术使兒童性虐待材料的制作比以往任何时候都更快、更安全、更容易。Deepfake可以用来从现有的材料中产生新的CSAM，或者从没有受到性虐待的儿童中创建CSAM。然而，深伪CSAM可能会对儿童产生真实和直接的影响，包括诽谤、打扮、勒索和欺凌。此外，深伪儿童色情作品也為警方带来了更多障碍，使刑事调查和受害者身份识别变得更加困难。 

### 小玉事件
自2020年10月開始，台灣發生擁有幾千名成員的Telegram群組「台灣網紅挖面」，將網路知名人士的臉變換為成人影片主角，並有意販售不雅影片以換取牟利之事件，受害者達上百人，絕大多數為女性，其身份涵蓋網紅、藝人、政治人物、主播、甚至素人，包含龍龍、白癡公主、奎丁、蕾拉、黃捷、高嘉瑜等人皆在其中。2021年10月18日，警方逮補主嫌小玉及共犯莊男和耶女。警詢後依涉嫌散播猥褻物與妨害名譽等罪移送新北地檢署偵辦，檢察官諭令朱玉宸50萬元交保。

### 泰勒·斯威夫特事件
2024年1月，Twitter平台流传一批利用人工智能生成的泰勒·斯威夫特裸照，相关图片随后扩散到其他平台，包括Facebook、Reddit和Instagram。其中一则带有相关伪造裸照的推文在被删除之前，被浏览了4500万次404 Media追查发现，这批图片的源头出自一个Telegram群聊，该群成员利用Microsoft Designer等工具生成裸照；为了绕过Designer的内容过滤器，他们利用拼错单词等关键词技巧。为避免裸照进一步传播，Twitter暂时屏蔽了泰勒名字的搜索结果。

## 伦理辩论
深伪色情软件可能被滥用来制作针对个人的虚假色情内容（例如用于报复，惡趣味），这可以被视为一种骚扰形式。目前，DeepNude等软件制作的视频还远远不够复杂，无法与法医分析下的真实视频区分开来。这似乎不可能有说服力，因为这些内容是用人物的“一般图像”创建的(这意味着真人身上的任何瑕疵——模具、疤痕、纹身……都不会被生成)。因此，这被认为永远不足以说服（例如法律领域的）官员，也可能不会对个人现实生活产生任何重大影响。

## 企业限制措施
2018年1月31日，Gfycat开始从其网站上删除所有深伪（及作品）。
2018年2月，r/Deepfakes因分享非自愿色情内容被Reddit封禁。其他网站也禁止对非自愿色情内容使用深伪，包括社交媒体平台Twitter和色情网站Pornhub。 然而，一些网站并没有禁止深度虚假内容，包括4chan和8chan。
同样在2018年2月，Pornhub表示将禁止在其网站上发布深度伪造视频，因为这些视频被认为是违反了他们的服务条款的“非双方同意的内容”。他们之前还向Masable表示，他们将删除标记为深伪的内容。 Buzzfeed新闻网站Motherboard的撰稿人报告称，在Pornhub上搜索深度伪造仍然会返回多个最近的深度伪造视频。
聊天网站Discord过去曾对深伪采取过行动，并对深度伪造保持了这种普遍态度。 2018年9月，谷歌将“非自愿合成色情图片”添加到其禁令名单中，允许任何人请求屏蔽描绘他们的假裸体的搜索结果。